# أماندا وير
أماندا وير (بالإنجليزية: Amanda Ware)‏ هي عارضة أسترالية، ولدت في 1 يونيو 1992 في Mermaid Beach, Queensland ‏ في أستراليا.